# 利沃夫主站
利沃夫主站（羅馬化：Lviv-Holovnyi）是位於烏克蘭城市利沃夫的一座鐵路車站，也是利沃夫的主要鐵路車站。利沃夫主站是加利西亞地區最具代表性的新藝術風格建築，開業於1904年。2004年3月26日，利沃夫主站慶祝了其開業百年華誕。利沃夫主站每月平均有120萬人旅客乘車，货物处理量达1.6万吨。

## 圖片集
- 車站正面
- 月台
- 月台
- 車站全景

## 外部連結
- （乌克兰語） Lviv State Railway （页面存档备份，存于）